# Hipparchia fauna
Hipparchia fauna är en fjärilsart som beskrevs av Sulzer 1776. Hipparchia fauna ingår i släktet Hipparchia och familjen praktfjärilar. Inga underarter finns listade i Catalogue of Life.